# Heyy Babyy
Heyy Babyy – indyjski komediodramat debiutanta Sajid Khan z 2007 roku, remake hollywoodzkiej komedii "Three Men And A Baby" z 1987. W rolach głównych Akshay Kumar, Vidya Balan, Fardeen Khan, Riteish Deshmukh i Boman Irani.
Film był drugim (po Salaam-e-Ishq: A Tribute To Love) co do popularności indyjskim filmem w Wielkiej Brytanii. Uzyskał pozytywne recenzje, choć niektórzy recenzenci krytykowali druga część filmu za zbyt powolną akcję.

## Fabuła
Sydney. Trzech Hindusów niewierzących w miłość łączy przyjaźń, wspólny dom, dobra zabawa w dyskotekach, błysk w oku na widok dziewczyn i sięganie po nie na jedną noc. Pewnego razu muszą zmierzyć się z konsekwencjami swojego sposobu życia. Znalazłszy pod drzwiami swego domu dziecko z kartką "Ty, draniu, zajmij się swoją córką!" przekonują się, że seks, to nie tylko dobra zabawa, ale także danie komuś życia. Obecność dziecka sprawia, że życie ich wywraca się do góry nogami. Gubiąc się w ciągłym karmieniu, przewijaniu, niedospani, nie tylko nie mają czasu i chęci na zabawę, ale i zaczynają mieć kłopoty w pracy. Rozdrażniony niedospaniem Arush (Akshay Kumar) wybucha w obecności szefa i zostaje zwolniony. Przyjaciele próbują rozwiązać problem szukając matki dziecka. Cała trójka nie wiedząc, który z nich jest ojcem dziecka, spisuje listę dziewczyn, z którymi spali w ostatnim roku. Potem każdego z nich czeka rozmowa z dziesiątkami dziewczyn, to policzkujących ich, to płaczących. Gdy to nie daje żadnego skutku, postanawiają podrzucić dziecko pod kościół. Zostawiwszy je w koszyku, pełni wątpliwości mogą sobie wreszcie pozwolić na piwo bez strachu, że płacz dziecka będzie sygnałem, że znowu coś trzeba przy nim zrobić. W międzyczasie zrywa się burza, silny deszcz zalewa ulice oświetlone bożonarodzeniowymi lampkami. Przerażeni biegną pod kościół. Przemoczona dziewczynka jest nieprzytomna, z trudem oddycha. W szpitalu jej serce przestaje bić, ma płuca zalane wodą. Lekarze walczą o jej życie, a zrozpaczeni "ojcowie" wyrzucają sobie w duchu okrucieństwo. Ali (Fardeen Khan), muzułmanin, który dotychczas zapomniał o swojej wierze, żarliwie błaga w modlitwie Boga o życie dla małej. I Bóg w noc Bożego Narodzenia chrześcijan pod wpływem modlitwy do Allaha dokonuje cudu. Mała wbrew obawom lekarzy przeżyje. To zdarzenie przemienia życie przyjaciół. Dziecko traktowane przedtem jak kłopot, ciężar, ograniczenie uznają teraz za błogosławieństwo Boga. Rozleniwieni, szukający przyjemności egoiści uczą się miłości pełnej troski, poświęcenia, cieszą się swoją córeczką, staje się dla nich całym światem. Pewnego dnia wkraczają jednak do ich domu policjanci i żądają oddania nielegalnie wychowywanej dziewczynki. Towarzyszy im matka małej Isha (Vidya Balan). Arush rozpoznaje w niej dziewczynę, którą skrzywdził. Poznali się na ślubie w Indiach. Pożądając jej i wiedząc, że dziewczyna trzyma się z daleka od tych, którzy, jak on, mają alergię na małżeństwo, udając miłość rozkochał ją w sobie. Isha zakochana, spodziewająca się głębszej więzi i propozycji małżeństwa odkryła, że równocześnie z nią Arush uwodził inną dziewczynę. Zapłakana opuściła go. Świadomość krzywdy, jej niewinność i miłość do niego obudziły w Arushu głębsze uczucie dla dziewczyny. Niestety nie mógł jej znaleźć. Teraz widzi ją przed sobą. Zamkniętą, gniewną, unikającą kontaktu. Dowiedziawszy się od swojego ojca (Boman Irani), że jej dziecko nie zmarło przy urodzeniu (jak twierdził, aby uniknąć wstydu posiadania dziecka bez ojca), ale zostało podrzucone Arushowi, zabiera małą do siebie. Trzej oszalali na punkcie dziewczynki "ojcowie" zaczynają robić wszystko, aby odzyskać dziecko.

## Obsada
- Akshay Kumar – Arush
- Fardeen Khan – Ali
- Riteish Deshmukh – Tanmany
- Vidya Balan – Isha
- Johaina – Angel
- Boman Irani – Bharat
- Shahrukh Khan – Raj Malhotra (gościnnie w piosence "Mast Kalandar")[1]
- Anupam Kher – ojciec Raja (gościnnie)[1]
- Amisha Patel – gościnnie w tytułowej piosence
- Koena Mitra – gościnnie w tytułowej piosence
- Dia Mirza – gościnnie w tytułowej piosence
- Neha Dhupia – gościnnie w tytułowej piosence
- Amrita Rao – gościnnie w tytułowej piosence
- Riya Sen – gościnnie w tytułowej piosence
- Shamita Shetty – gościnnie w piosence

## Muzyka i piosenki
Muzykę do filmu skomponowało trio Shankar-Ehsaan-Loy.
| Piosenki                           | śpiewają                                                   | Teksty             |
| ---------------------------------- | ---------------------------------------------------------- | ------------------ |
| Dholna                             | Sonu Nigam i Shreya Ghosal                                 | Sameer             |
| Dholna – Love Is In The Air Remix  | Sonu Nigam i Shreya Ghosal                                 | Sameer             |
| Heyy Babyy                         | Neeraj Shridhar i Raman i Pervez Quadri                    | Sameer             |
| Heyy Babyy – The Big 'O' Remix     | Neeraj Shridhar, Raman i Pervez Quadri                     | Sameer             |
| Heyy Babyy Featuring Girl Band     | Akbar Sami                                                 | Anvita Dutt Guptan |
| Jaane Bhi De – Hiphop Hiccup Remix | Shankar Mahadevan i Loy Mendonsa                           | Sameer             |
| Jaane Bhi De                       | Shankar Mahadevan                                          | Sameer             |
| Mast Kalandar                      | Salim Shahzada, Rehan Khan, Shankar Mahadevan i Sajid Khan | Sameer             |
| Meri Duniya Tu Hi Re               | Sonu Nigam, Shaan i Shankar Mahadevan                      | Sameer             |